# Parafia Narodzenia Najświętszej Maryi Panny w Lesznie Górnym
Parafia Narodzenia Przenajświętszej Bogurodzicy – parafia prawosławna w Lesznie Górnym, w dekanacie Zielona Góra diecezji wrocławsko-szczecińskiej.
Na terenie parafii funkcjonuje 1 cerkiew:
- cerkiew Narodzenia Najświętszej Maryi Panny w Lesznie Górnym – parafialna

## Historia
Pierwsze prawosławne nabożeństwo na terenie obecnej parafii odprawiono w 1948 we wsi Biernatów. Parafia rozpoczęła działalność w 1950. W 1952 siedzibę parafii przeniesiono z Biernatowa (gdzie korzystano z prywatnego mieszkania) do Leszna Górnego, w związku z pozyskaniem kaplicy na miejscowym cmentarzu ewangelickim. Świątynia ta po adaptacji do potrzeb liturgii prawosławnej stała się cerkwią parafialną. Wskutek trudności stwarzanych przez ówczesne władze państwowe, oficjalne zarejestrowanie parafii nastąpiło dopiero w 1957.

## Wykaz proboszczów
- 1950–1951 – ks. Michał Popiel
- 1952–1953 – ks. Dymitr Chylak
- 1953 – ks. Jan Lewiarz
- 1954–1955 – ks. Eugeniusz Lachocki
- 1956–1957 – ks. Mikołaj Poleszczuk
- 1958–1959 – hieromnich Atanazy (Sienkiewicz)
- 1960–1976 – ks. Mikołaj Poleszczuk
- 1976–1979 – ks. Bogdan Sencio
- 1979–2020 – ks. Igor Popowicz
- od 2020 – ks. Jarosław Szmajda[3]